# Сюй Шуцзін
Сюй Шуцзін  (кит.: 许淑净, 9 травня 1991) — тайванська важкоатлетка, олімпійська чемпіонка та медалістка, чемпіонка та медалістка чемпіонатів світу, чемпіонату Азії, Азійських ігор.
Їй належить рекорд світу — 233 кг, установлений на Азійських іграх 2014.

## Виступи на Олімпіадах
| Олімпіада   | Вагова категорія | Місце |
| ----------- | ---------------- | ----- |
| Лондон 2012 | 53 кг            | 1     |
| Ріо 2016    | 53 кг            | 1     |